# Giovanni Pagani
Giovanni Pagani (Monterubbiano, 1465 circa – post 1544) è stato un pittore italiano.

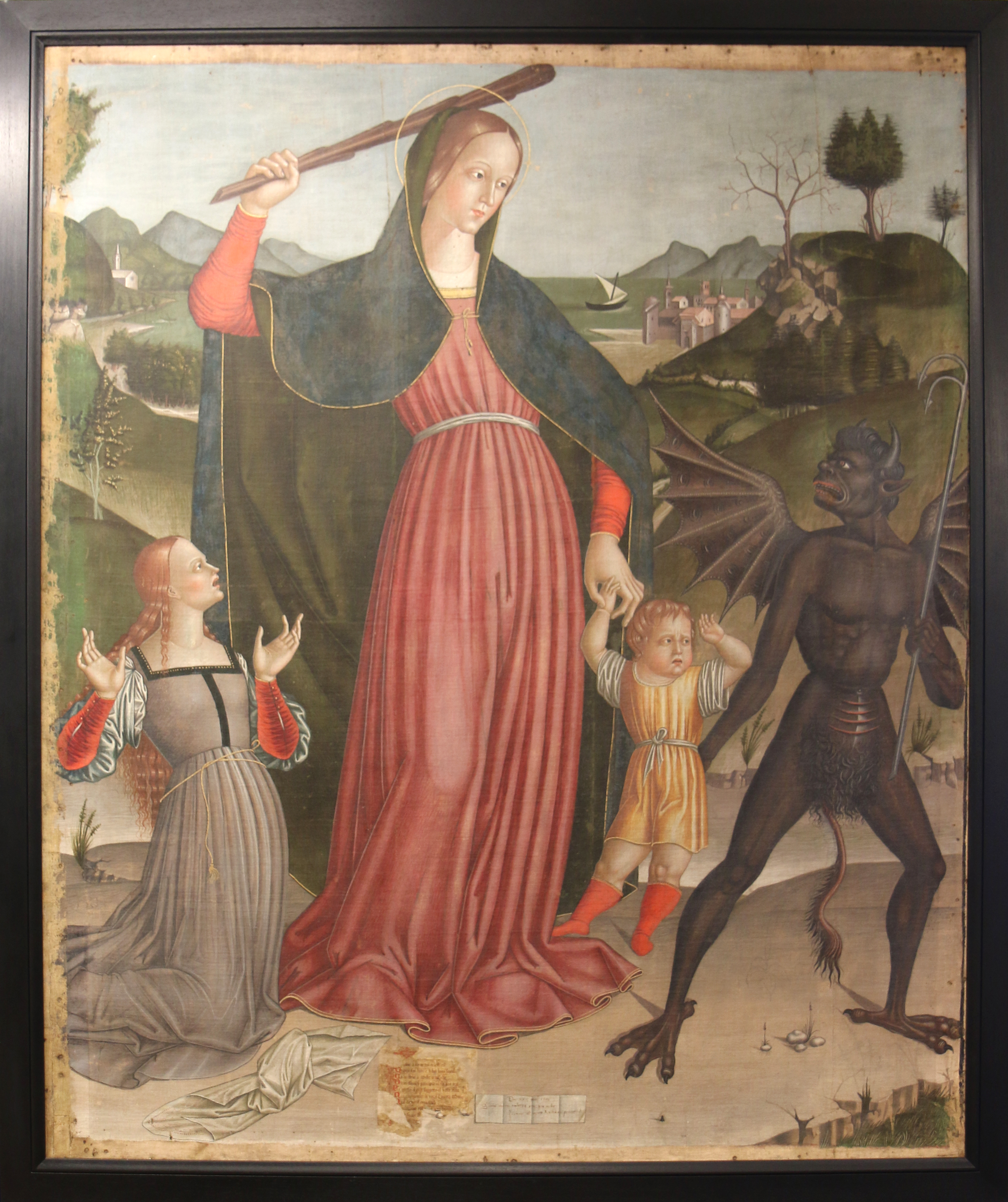
Giovanni Pagani, Vierge du secours, Musée du Petit Palais (Avignone)

Operò soprattutto a Fermo, ma visse per lo più nella sua città natale ricoprendo importanti cariche pubbliche fino al 1545, quando venne eletto per l'ennesima volta tra i Priori, per la contrada Torno. Non fu però presente nel giuramento dei Priori, il primo febbraio, e da quella data più volte la contrada estrasse dai bussoli soltanto il nome del figlio. 
Dell'artista la cui formazione crivellesca potrebbe essere maturata nell'ambito della bottega di Pietro Alamanno, possediamo un unico lavoro firmato e datato: Joannes de Monte Rubiano pinsit A.D. XVII Maii 1506, una tavola rappresentante la Vergine del Soccorso, proveniente dalla chiesa di Sant'Agostino a Cingoli, poi finita in Francia. Nel 1538 fu membro della commissione incaricata di rinnovare i patrii statuti. Sappiamo che si sposò con una certa Giulia, da cui ebbe due figli: Sigismonda e il pittore Vincenzo, col quale collaborò verso la fine della sua vita.
| Controllo di autorità | VIAF (EN) 95998909 · ULAN (EN) 500047876 |